# Ransart (België)
Ransart is een plaats in de Belgische provincie Henegouwen en een deelgemeente van de Waalse stad Charleroi.

## Geschiedenis
Ransart was een zelfstandige gemeente, tot die bij de gemeentelijke herindeling van 1977 toegevoegd werd aan de gemeente Charleroi.
Een deel van het oude dorpscentrum kwam in de 20ste eeuw op de terreinen van de luchthaven van Charleroi te liggen en werd ontruimd. Begin 21ste eeuw werd uiteindelijk ook de oude parochiekerk, de Église Saint-Martin, gesloopt.

## Demografische ontwikkeling
- Bronnen:NIS, Opm:1831 tot en met 1970=volkstellingen, 1976= inwoneraantal op 31 december

## Bezienswaardigheden
- de Église Saint-Pierre in de wijk Le Bois

## Sport
Voetbalclub RUFC Ransartoise is aangesloten bij de KBVB en actief in de provinciale reeksen.
Deelgemeenten: Charleroi · Couillet · Dampremy · Gilly · Gosselies · Goutroux · Jumet · Lodelinsart · Marchienne-au-Pont · Marcinelle · Monceau-sur-Sambre · Mont-sur-Marchienne · Montignies-sur-Sambre · Ransart · Roux

Belgische gemeenten · Arrondissement Charleroi · Henegouwen · Wallonië